# الاتحاد المولدوفي لكرة القدم

الشعار السابق للاتحاد

تأسس الاتحاد المولدوفي لكرة القدم (بالرومانية: Federația Moldovenească de Fotbal) في عام 1990م وانضم إلى الإتحاد الدولي لكرة القدم في 1994م وإنضم إلى الاتحاد الأوروبي لكرة القدم في 1993م.